# Sentier des planètes

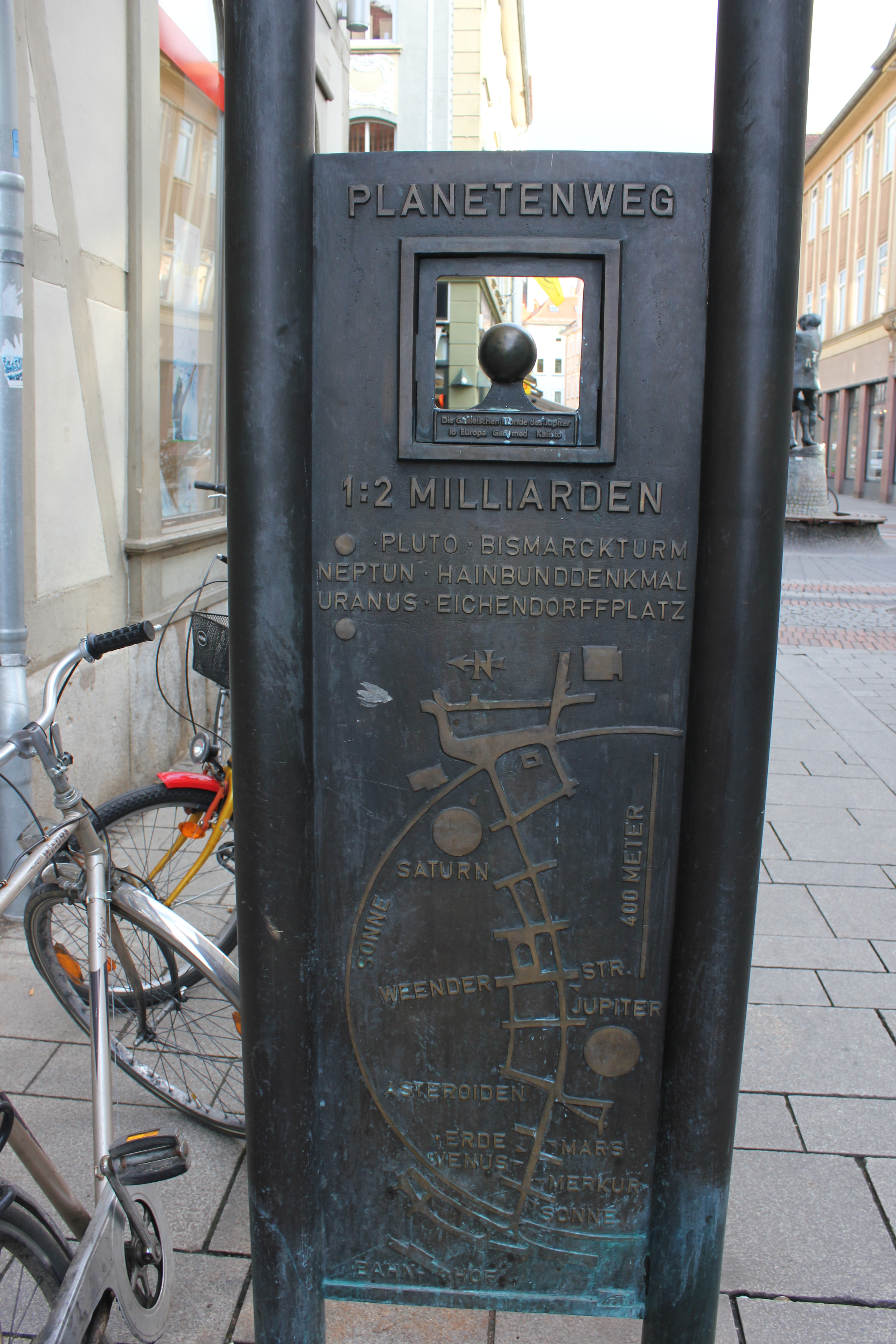
Sentier du Système solaire à Göttingen, en Allemagne. Le plan est à l'échelle 1/1 milliard.

Un sentier des planètes (parfois appelé maquette du système solaire) est une représentation du Système solaire à l'échelle, le long d'un sentier pédestre.
Le Soleil et chaque planète y sont représentés sur des panneaux et parfois modélisés en 3D, avec respect de l'échelle des distances et des tailles. Ces panneaux permettent de découvrir les particularités de chacune des planètes, et de visualiser leur distance et leur taille par rapport au Soleil.

## Liste de sentiers des planètes en France
- Sentier des planètes entre Rocbaron et le massif des Maures dans le Var à une échelle de 1/140 million[1],[2].

- Maquette du système solaire de l'observatoire d'astronomie de Sabarat en Ariège[3].
- Circuit des planètes de Lusignan dans la Vienne à une échelle de 1/700 million[4].
- Sentier des planètes de la montagne de Lure dans les Alpes-de-Haute-Provence à une échelle de 1/827 million[5].
- Maquette Immense du Système Solaire (ou MISS Arrée) de Brasparts dans les monts d'Arrée (Finistère) à une échelle de 1/1 milliard[6].
- Sentier planétaire (ou « Nanopromenade » dans le système solaire) d'Onet-le-Château dans l'Aveyron à une échelle de 1/1 milliard[7].
- Sentier des planètes de Quint-Fonsegrives en Haute-Garonne à une échelle de 1/1,4 milliard[8]. (fr)Carte Google Maps d'une représentation de l'univers tout entier sur le même lieu avec 4 échelles : 1/6 milliards, 1/1015, 1/1018 et 1/1023.
- Parcours des planètes de Chemillé-en-Anjou dans le Maine-et-Loire à une échelle de 1/3,75 milliard[9].
- Sentier des planètes de Saint-François-de-Sales (hameau de La Magne), dans le massif des Bauges en Savoie, à une échelle de 1/4 milliard[10].
- Le système solaire (partie du « Chemin aux étoiles ») de La Chapelle-aux-Lys en Vendée à une échelle de 1/5 milliard[11].
- Chemin solaire de La Couyère en Ille-et-Vilaine à l'échelle de 1/10 milliard[12].
- Sentier des planètes dans le Jardin des Deux Rives à Strasbourg dans le Bas-Rhin à l'échelle 1/16 milliard.

D'autres modélisations du Système solaire existent en France et ailleurs dans le monde.